# Feel Good (Charlotte Cardin)
Feel Good è il singolo della cantautrice canadese Charlotte Cardin, pubblicato il 15 settembre 2023.